# ميكي سكوت
ميكي سكوت (بالألمانية: Mickey Scott)‏ هو لاعب كرة قاعدة ألماني، ولد في 25 يوليو 1947 في فايمار في ألمانيا، وتوفي في 30 أكتوبر 2011 في بينغامتون في الولايات المتحدة.